# تسونیوکی اودا
تسونیوکی اودا (انگلیسی: Tsuneyuki Ueda؛ زادهٔ ۳ ژوئیهٔ ۱۹۸۵) بازیکن فوتبال اهل ژاپن است.
از باشگاه‌هایی که در آن بازی کرده‌است می‌توان به باشگاه فوتبال کونسادول ساپورو اشاره کرد.